# Chiesa dei Santi Pietro e Paolo (Rogno)
La chiesa parrocchiale dei santi Pietro e Paolo è la parrocchiale di Castelfranco, frazione di Rogno, in provincia di Bergamo e diocesi di Brescia; fa parte della zona pastorale dell'Alto Sebino

## Edificazione
Situata nella frazione Castelfranco, fuori dalle mura dell'omonimo borgo, fu completata nel 1255. In origine era una semplice cappella dedicata a san Pietro, nel 1597 fu elevata a chiesa parrocchiale.

## Struttura e stile
La struttura presenta una navata unica.